# 新富町 (富山市)
新富町（しんとみちょう）は、富山県富山市にある町名である。新富町一丁目と新富町二丁目が設置されている。郵便番号は930-0002。
町名は、富山の新しい町というのが由来となっている。

## 地理
富山駅の南側に位置している。

## 歴史
1909年に婦負郡桜谷村の大字牛島、愛宕の各一部が富山市に編入され、1911年にその各一部が合併して成立した。
かつてはまったくの水田であったが、1908年に富山駅が現在地へ移転した後は、同駅を基点に市内軌道や電鉄富山駅を基点とする私鉄が整備され、以降は富山県内の交通の中心地、富山県庁の玄関口として急速に発展した。
1965年4月1日、新富町および桜町の各一部が合併して、現在の新富町一丁目よ新富町二丁目となった。

## 世帯数と人口
2021年（令和3年）9月30日現在の世帯数と人口は以下の通りである。
| 町丁         | 世帯数 | 人口  |
| ------------ | ------ | ----- |
| 新富町一丁目 | 24世帯 | 38人  |
| 新富町二丁目 | 50世帯 | 83人  |
| 計           | 74世帯 | 121人 |

## 小・中学校の学区
市立小・中学校に通う場合、学区は以下の通りとなる。
| 番地 | 小学校             | 中学校             |
| ---- | ------------------ | ------------------ |
| 全域 | 富山市立芝園小学校 | 富山市立芝園中学校 |

## 交通

### 鉄道
- ■富山地方鉄道 富山軌道線
  - 新富町停留場

### 道路
- ひまわり通り

## 施設
- 富山駅前郵便局
- 富山銀行富山駅前支店

ホテル
- 富山エクセルホテル東急
- ホテルルートイン富山
- ホテルクラウンヒルズ富山（ブリーズベイホテルグループ）
- ホテルパークイン富山
- ホテルプライム富山
- ダブルツリーbyヒルトン富山（運営：ヒルトン、所有・経営：池田グループ）